# Alydar
Alydar (1975-1990) est un cheval de course pur-sang anglais américain. Membre du Hall of Fame des courses américaines, il fut le grand et malheureux rival du champion Affirmed puis devint un étalon à succès avant de trouver la mort dans des circonstances suspectes.

## Carrière de courses
Né au grand haras de Calumet Farm, doté d'un pedigree exceptionnel, Alydar est confié à l'entraîneur John Veitch et au jockey Jorge Velazquez. Son entourage le tient en très haute estime, si bien qu'il n'hésite pas à lui faire effectuer ses débuts directement dans une course principale, chose rare. Alydar fait donc sa première apparition sur un hippodrome, Belmont Park en l'occurrence, et ne peut faire mieux que cinquième des Youthful Stakes. Le vainqueur du jour est un dénommé Affirmed. En ce 15 juin 1977, donc, Alydar vient de faire connaissance avec son pire cauchemar et c'est la seule fois qu'il s'affronteront sans terminer premier et deuxième de la course. Car ces deux-là ne vont plus se quitter et 10 matchs plus tard (victoire aux points pour Affirmed : 7-3) leur rivalité deviendra légendaire. À 2 ans, ils s'affrontent 6 fois. Bilan : 4 victoires pour Affirmed, 2 pour Alydar. Les deux poulains sont faits l'un pour l'autre. Le premier est un adepte de la course en avant, le second aime venir de l'arrière-garde pour l'emporter au finish. Et comme ils sont les deux meilleurs poulains du pays, le public et les médias se passionnent pour leur rivalité.
Quand Affirmed et Alydar se présentent au départ des Hopeful Stakes, le premier Groupe 1 pour 2 ans, ils sont à une victoire partout. Affirmed s'impose de 3/4 de longueur. Dans les Futurity Stakes, autre épreuve majeure pour 2 ans, Affirmed l'emporte encore, mais cette fois de justesse, un nez. Alydar se rapproche, et tiendra sa revanche dans les Champagne Stakes, qu'il gagne nettement, d'une longueur. Mais c'est tout de même Affirmed qui sera nommé meilleur 2 ans de l'année, grâce à sa victoire dans la dernière scène du premier acte, les Laurel Futurity Stakes, d'une encolure. Les duettistes partent se reposer pour l'hiver, avant de reprendre leur mano à mano à 3 ans, avec pour cadre la Triple couronne.
Au début de l'année 1978, les deux rivaux décident de faire hippodrome à part, de se préparer chacun de son côté, avant des retrouvailles programmées dans le Kentucky Derby. Tandis qu'Affirmed file en Californie où il s'impose dans les importants Santa Anita Derby et Hollywood Derby, Alydar s'en va du côté de la Floride et du Kentucky, avec des victoires à la clé dans le Florida Derby, les Blue Grass Stakes et les Flamingo Stakes. L'heure est venue de se retrouver, au départ de la plus grande course américaine, le Kentucky Derby. Comme l'an passé, Affirmed s'impose en restant aux avants-postes, et Alydar termine deuxième, à une longueur et demi, après avoir bien terminé. Dans la deuxième manche de la triple couronne, les Preakness Stakes, c'est un remake, à un détail près : Alydar finit à une encolure de son rival. L'écart s'est resserré, mais dans l'ultime épreuve, les Belmont Stakes, Alydar compte bien passer devant, à la faveur de la distance plus longue (2 400 m, contre 2 000 m pour le Kentucky Derby et 1 900 m pour les Preakness Stakes) qui devrait lui permettre de faire valoir sa longue accélération et de mettre à profit ses origines davantage garantes de tenue. Hélas pour lui, le scénario bien connu se reproduit inexorablement. Et si Alydar chatouille encore un peu plus son meilleur ennemi, Affirmed l'emporte d'un petit nez, après une lutte phénoménale tout au long de l'interminable ligne droite, des années-lumière devant le reste du peloton assistant de loin à cette bataille, l'une des plus célèbres de l'histoire des courses. Caramba, encore raté. Affirmed devient donc, un an après Seattle Slew, le onzième lauréat de la Triple Couronne et Alydar son résigné faire-valoir. Il n'y aura malheureusement pas de quatrième manche, mais Alydar se consolera peut-être en sachant qu'il est le seul cheval à jamais avoir réalisé un triplé d'accessits d'honneur dans ce challenge. 
Et pourtant c'est l'éternel vaincu qui aura finalement le dernier mot, car cette année-là, Alydar remporte toutes ses autres courses. Les deux duettistes se retrouvent à l'été dans les Travers Stakes, pour un dixième et ultime affrontement, au dénouement ironique, puisque Affirmed une fois encore passe la ligne en tête, mais en gênant son éternel rival, qui est finalement déclaré vainqueur sur tapis vert. Alydar et Affirmed ne croiseront plus jamais le fer. D'autant qu'Alydar se blesse et met un terme à sa saison. On le revoit à 4 ans, mais ce n'est plus le même cheval et, malgré deux victoires, il met bientôt un terme à sa carrière. Tandis qu'Affirmed est introduit au Hall of Fame des courses américaines, Alydar, lui, devra patienter dix ans de plus pour recevoir cet honneur. Toujours dans son ombre, il aura pourtant été un grand champion, classé 27e sur la liste des 100 meilleurs chevaux de l'histoire des courses américaines au XXe siècle (Affirmed étant 12e), potentiellement un vainqueur de Triple Couronne s'il n'avait pas été un peu moins bon qu'un autre poulain né, pour son plus grand malheur, un mois avant lui en Floride. 

### Résumé de carrière
| Date         | Hippodrome      | Pays        | Course                 | Statut      | Distance    | Jockey       | Place       | Écart       | Vainqueur ou deuxième |
| 1977, 2 ans  | 1977, 2 ans     | 1977, 2 ans | 1977, 2 ans            | 1977, 2 ans | 1977, 2 ans | 1977, 2 ans  | 1977, 2 ans | 1977, 2 ans | 1977, 2 ans           |
| ------------ | --------------- | ----------- | ---------------------- | ----------- | ----------- | ------------ | ----------- | ----------- | --------------------- |
| 15 juin      | Belmont Park    | États-Unis  | Youthful Stakes        |             | 1 100 m     | E. Maple     | 5e / 11     |             | Affirmed              |
| 24 juin      | Belmont Park    | États-Unis  | Maiden                 |             | 1 100 m     | E. Maple     | 1er / 10    | 6 ¾         | Believe It            |
| 6 juillet    | Belmont Park    | États-Unis  | Great American Stakes  |             | 1 100 m     | E. Maple     | 1er / 7     | 3 ½         | Affirmed              |
| 27 juillet   | Belmont Park    | États-Unis  | Tremont Stakes         |             | 1 200 m     | E. Maple     | 1er / 5     | 1 ¼         | Believe It            |
| 13 août      | Monmouth Park   | États-Unis  | Sapling Stakes         | Gr. 1       | 1 200 m     | E. Maple     | 1er / 5     | 2 ½         | Noon Time Spender     |
| 27 août      | Saratoga        | États-Unis  | Hopeful Stakes         | Gr. 1       | 1 300 m     | E. Maple     | 2e / 5      | 1/2         | Affirmed              |
| 10 septembre | Belmont Park    | États-Unis  | Futurity Stakes        | Gr. 1       | 1 400 m     | E. Maple     | 2e / 5      | nez         | Affirmed              |
| 15 octobre   | Belmont Park    | États-Unis  | Champagne Stakes       | Gr. 1       | 1 600 m     | J. Velásquez | 1er / 6     | 1 ¼         | Affirmed              |
| 29 octobre   | Laurel Park     | États-Unis  | Laurel Futurity        | Gr. 1       | 1 700 m     | J. Velásquez | 2e / 4      | encolure    | Affirmed              |
| 1978, 3 ans  |                 |             |                        |             |             |              |             |             |                       |
| 11 février   | Hialeah Park    | États-Unis  | Allowance              |             | 1 200 m     | J. Velásquez | 1er / 8     | 2           | Noon Time Spender     |
| 8 mars       | Hialeah Park    | États-Unis  | Flamingo Stakes        | Gr. 1       | 1 800 m     | J. Velásquez | 1er / 8     | 4 ½         | Noon Time Spender     |
| 1er avril    | Gulfstream Park | États-Unis  | Florida Derby          | Gr. 1       | 1 800 m     | J. Velásquez | 1er / 7     | 2           | Believe It            |
| 27 avril     | Santa Anita     | États-Unis  | Blue Grass Stakes      | Gr. 1       | 1 800 m     | J. Velásquez | 1er / 12    | 8           | Balzac                |
| 6 mai        | Churchill Downs | États-Unis  | Kentucky Derby         | Gr. 1       | 2 000 m     | J. Velásquez | 2e / 11     | 1 ½         | Affirmed              |
| 20 mai       | Pimlico         | États-Unis  | Preakness Stakes       | Gr. 1       | 1 900 m     | J. Velásquez | 2e / 7      | encolure    | Affirmed              |
| 10 juin      | Belmont Park    | États-Unis  | Belmont Stakes         | Gr. 1       | 2 400 m     | J. Velásquez | 2e / 5      | nez         | Affirmed              |
| 22 juillet   | Arlington Park  | États-Unis  | Arlington Classic      | Gr. 1       | 2 000 m     | J. Fell      | 1er / 5     | 13          | Chief of Dixieland    |
| 5 août       | Saratoga        | États-Unis  | Whitney Handicap       | Gr. 1       | 1 800 m     | J. Velásquez | 1er / 9     | 10          | Buckaroo              |
| 19 août      | Saratoga        | États-Unis  | Travers Stakes         | Gr. 1       | 1 800 m     | J. Velásquez | 1er / 4     | (1 ¾)       | (Affirmed)            |
| 1979, 4 ans  |                 |             |                        |             |             |              |             |             |                       |
| 31 mars      | Hialeah Park    | États-Unis  | Allowance              |             | 1 400 m     | J. Velásquez | 1er / 6     | 7           | Fort Prevel           |
| 13 avril     | Oaklawn Park    | États-Unis  | Oaklawn Handicap       | Gr. 2       | 1 700 m     | J. Velásquez | 2e / 7      | nez         | San Juan Hill         |
| 5 mai        | Aqueduct        | États-Unis  | Carter Handicap        | Gr. 2       | 1 800 m     | J. Velásquez | 2e / 6      | encolure    | Star de Naskra        |
| 28 mai       | Belmont Park    | États-Unis  | Metropolitan Handicap  | Gr. 1       | 1 600 m     | J. Velásquez | 6e / 9      |             | State Dinner          |
| 17 juin      | Belmont Park    | États-Unis  | Nassau County Handicap | Gr. 3       | 1 800 m     | J. Fell      | 1er / 3     | 3 ¾         | Nasty And Bold        |
| 4 juillet    | Belmont Park    | États-Unis  | Suburban Handicap      | Gr. 1       | 2 000 m     | J. Fell      | 3e / 5      |             | State Dinner          |

### La rivalité Alydar-Affirmed
| Date             | Hippodrome      | Course                | Distance     | Alydar | Affirmed | Écart       |
| ---------------- | --------------- | --------------------- | ------------ | ------ | -------- | ----------- |
| 15 juin 1977     | Belmont Park    | Youthful Stakes       | 1 100 mètres | 5ème   | 1er      | 5 longueurs |
| 6 juillet 1977   | Belmont Park    | Great American Stakes | 1 100 mètres | 1er    | 2ème     | 3 ½         |
| 27 août 1977     | Saratoga        | Hopeful Stakes        | 1 300 mètres | 2ème   | 1er      | 1/2         |
| 9 septembre 1977 | Belmont Park    | Futurity Stakes       | 1 400 mètres | 2ème   | 1er      | nez         |
| 15 octobre 1977  | Belmont Park    | Champagne Stakes      | 1 600 mètres | 1er    | 2ème     | 1 ¼         |
| 29 octobre 1977  | Laurel Park     | Laurel Futurity       | 1 700 mètres | 2ème   | 1er      | encolure    |
| 6 mai 1978       | Churchill Downs | Kentucky Derby        | 2 000 mètres | 2ème   | 1er      | 1 ½         |
| 20 mai 1978      | Pimlico         | Preakness Stakes      | 1 900 mètres | 2ème   | 1er      | encolure    |
| 10 juin 1978     | Belmont Park    | Belmont Stakes        | 2 400 mètres | 2ème   | 1er      | nez         |
| 19 août 1978     | Saratoga        | Travers Stakes        | 1 800 mètres | (1er)  | (2ème)   | (1 ¾)*      |

*Affirmed a fini avec une longueur trois-quarts devant Alydar, mais a été rétrogradé pour avoir gêné son adversaire.

## Au haras
De retour à Calumet Farm, Alydar réussit très bien sa reconversion au haras, où il commença à $ 40 000 la saillie, avant de passer à $ 250 000, et que le haras propose une formule inédite dans le monde de l'élevage : pour 2,5 millions de dollars, un éleveur pouvait envoyer une poulinière à Alydar chaque année, aussi longtemps que celui-ci serait opérationnel. Tête de liste des étalons américains en 1990, il est le père de nombreux champions, parmi lesquels deux cracks :
- Alysheba : Kentucky Derby, Preakness Stakes, Woodward Stakes, Breeders' Cup Classic. Cheval de l'année (1988), membre du Hall of Fame.
- Easy Goer : Belmont Stakes, Travers Stakes, Jockey Club Gold Cup, Woodward Stakes. 2 ans de l'année (1988), membre du Hall of Fame.

Alydar fut aussi un excellent père de mères, ses filles donnant ainsi Gio Ponti (trois Eclipse Awards en 2009 et 2010), le Hall of Famer américain Lure et surtout le crack français Peintre Célèbre, vainqueur du Prix de l'Arc de Triomphe et du Prix du Jockey-Club, cheval de l'année en Europe en 1997.

### Décès
Une enquête du Texas Monthly raconte les circonstances suspectes de la mort d'Alydar, survenue en novembre 1990, et l'enquête d'une procureure texane sur des fraudes bancaires qui l'ont conduite à accuser devant un tribunal le patron de Calumet Farm, John T. Lundy, d'avoir assassiner le cheval. Le soir du 13 novembre, alors que quelques heures plus tôt il a croisé son vieux copain Affirmed, lui aussi devenu étalon à Calumet Farm, Alydar est victime d'une fracture au postérieur droit alors qu'il est dans son box à Calumet Farm. Il est aussitôt opéré, mais doit être euthanasié deux jours plus tard. Aucune enquête n'est diligentée sur ce qui ressemble à un tragique mais banal accident. Pourtant, en 1992, une journaliste du magazine The Connoisseur mène l'enquête et avance qu'Alydar vaut peut-être plus cher mort que vif. En effet, si son tarif de saillie est censé assurer à Calumet Farm quelque 25 millions de dollars de revenus annuels, l'étalon effectue un grand nombre de sauts gratuitement, John T. Lundy distribuant les passe-droits à des amis et des associés. Et sachant que les primes d'assurance sur le cheval s'élève à 36,5 millions de dollars en cas de décès, Lundy aurait pu avoir intérêt à s'en débarrasser. L'homme était en effet pris dans une vaste affaire de fraude et de corruption, ayant obtenu dans des conditions frauduleuses d'astronomiques prêts de la part d'un banquier texan à qui il versait des pots-de-vins. Et quand le pot-aux-roses est découvert, Lundy est sommé de rembourser 15 millions de dollars en quelques mois. Par ailleurs, les assureurs d'Alydar réclament le paiement d'arriérés à Calumet Farm, et annonce que le cheval ne sera plus assuré à la fin de l'année 1990. La mort de l'étalon vedette tombe à point nommé en novembre. Quelques mois plus tard, le haras se déclare en faillite, laissant 127 millions de dollars de dettes. En 2000, John Lundy est condamné à quatre ans de prison pour fraudes et corruption, tandis que l'avocat du haras, Garry Matthews, écope de 21 mois de prison. Mais l'assassinat d'Alydar n'a pu être formellement prouvé, bien qu'un expert, professeur au MIT, a témoigné que le cheval n'avait pu se blesser tout seul, et finalement les faits sont couverts par la prescription, qui est de dix ans pour les fraudes à l'assurance. Les événements mystérieux liés à la mort d'Alydar sont décrites par le Texas Monthly comme « une vaste saga de cupidité, de fraude et de cruauté presque inimaginable qui aurait pu être puisée dans un roman à succès sur les courses de chevaux de Dick Francis ».

## Origines
Alydar est un fils du grand Raise a Native, brillant 2 ans à la carrière écourtée par une blessure, et appelé aux plus hautes destinées au haras jusqu'à devenir omniprésent, notamment par son fils Mr. Prospector, dans les pedigrees des meilleurs chevaux américains sur le dirt. La mère d'Alydar, Sweet Tooth, était l'une des bonnes pouliches de sa génération à 2 ans, se classant deuxième des Alcibiade Stakes. Elle fut surtout une exceptionnelle poulinière, donnant rien moins que trois vainqueurs de groupe 1 : sa fille Our Mims (par Herbager), pouliche de 3 ans de l'année 1973, remporte les Coaching Club American Oaks, les Alabama Stakes, le Delaware Handicap et prend le premier accessit des Kentucky Oaks tandis que son autre fille Sugar And Spice (Key To The Mint) empoche les Mother Goose Stakes. Sweet Tooth a également donné Foyt (Raise a Native), placé de groupe 2. Alydar appartient à la fameuse famille 9-c, il descend, comme la jument-base Mumtaz Mahal, d'une fille de Crab née en 1734.  

### Pedigree
| Origines de Alydar (USA), mâle alezan né en 1975 | Origines de Alydar (USA), mâle alezan né en 1975 | Origines de Alydar (USA), mâle alezan né en 1975 | Origines de Alydar (USA), mâle alezan né en 1975 |
| ------------------------------------------------ | ------------------------------------------------ | ------------------------------------------------ | ------------------------------------------------ |
| Père Raise a Native                              | Native Dancer                                    | Polynesian                                       | Unbreakable                                      |
| Père Raise a Native                              | Native Dancer                                    | Polynesian                                       | Black Polly                                      |
| Père Raise a Native                              | Native Dancer                                    | Geisha                                           | Discovery                                        |
| Père Raise a Native                              | Native Dancer                                    | Geisha                                           | Miyako                                           |
| Père Raise a Native                              | Raise You                                        | Case Ace                                         | Teddy                                            |
| Père Raise a Native                              | Raise You                                        | Case Ace                                         | Sweetheart                                       |
| Père Raise a Native                              | Raise You                                        | Lady Glory                                       | American Flag                                    |
| Père Raise a Native                              | Raise You                                        | Lady Glory                                       | Beloved                                          |
| Mère Sweet Tooth                                 | On-and-On                                        | Nasrullah                                        | Nearco                                           |
| Mère Sweet Tooth                                 | On-and-On                                        | Nasrullah                                        | Mumtaz Begum                                     |
| Mère Sweet Tooth                                 | On-and-On                                        | Two Lea                                          | Bull Lea                                         |
| Mère Sweet Tooth                                 | On-and-On                                        | Two Lea                                          | Two Bob                                          |
| Mère Sweet Tooth                                 | Plum Cake                                        | Ponder                                           | Pensive                                          |
| Mère Sweet Tooth                                 | Plum Cake                                        | Ponder                                           | Miss Rushin                                      |
| Mère Sweet Tooth                                 | Plum Cake                                        | Real Delight                                     | Bull Lea                                         |
| Mère Sweet Tooth                                 | Plum Cake                                        | Real Delight                                     | Blue Delight (Famille 9-c)                       |